# Damir Vrbanović
Damir Vrbanović (Zagreb, 2. ožujka 1959.) dugogodišnji je nogometni dužnosnik te bivši izvršni predsjednik Hrvatskog nogometnog saveza. Diplomirao je pravo na Pravnom fakultetu u Zagrebu. 

## Profesionalna i sportska karijera
- 1993. – 1996. voditelj pravnog odjela HNS-a
- 1996. – 2012. direktor i izvršni direktor GNK Dinamo Zagreb
- 2003. – 2007. predsjednik Udruge 1. HNL
- 2003. – 2007. dopredsjednik HNS-a
- 2002. – 2007. član Izvršnog odbora UEFA Europskog klupskog foruma
- od 2007. član upravnog odbora Europskog udruženja klubova (ECA)
- od 2007. drugi dopredsjednik UEFA-ine Komisije za klupska natjecanja
- od srpnja 2012. izvršni predsjednik HNS-a

| Glavni tajnici Hrvatskog nogometnog saveza | Glavni tajnici Hrvatskog nogometnog saveza |
| ------------------------------------------ | --- |
|                                            | |
| Glavni tajnici                             | Zvonimir Klobučar (1914. – 1918.) • Fran Šuklje i Janko Justin (1918. – 1919.) • Bogdan Cuvaj, Julije Frangen i Velimir Lamza (1939. – 1940.) • Viktor Mašek, Ivo Šuste i Mijo Hršak (1940.) • Valent Malović i Josip Šikić (1940. – 1941.) • Vatroslav Petek (1941.) • Julije Frangen (1941. – 1943.) • Rudolf Sabljak i Božidar Žabčić (1943.) • Stjepan Sandia, Nikola Zdunić i Danko Tuzlanić (1943. – 1945.) • Bruno Knežević (1945. – 1949.) • Rudolf Sabljak (1945. – 1947.) • Božidar Žapčić (1945. – 1948.) • Ivan Barišić (1949. – 1950.) • Mirko Oklobdžija (1950. – 1957.) • Vlado Bogatec (1957. – 1965.) • Boris Tepšić (1959. – 1965.) • Ante Pavlović (1962. – 1981.) • prof. Marko Jurić (1981. – 1990.) • Duško Grabovac (1990. – 1995.) • Ante Pavlović (v.d.) (1995. – 1996.) • Josip Čop (1996. – 1998.) • Zorislav Srebrić (1998. – 2012.) • Damir Vrbanović (izvršni direktor 2012. – 2019.) • Marijan Kustić (izvršni direktor 2019. – 2021.) • Tomislav Svetina (izvršni direktor 2021. – 2024.; glavni tajnik od 2024.) |

| Glavni tajnici Hrvatskog nogometnog saveza | Glavni tajnici Hrvatskog nogometnog saveza |
| ------------------------------------------ | --- |
|                                            | |
| Glavni tajnici                             | Zvonimir Klobučar (1914. – 1918.) • Fran Šuklje i Janko Justin (1918. – 1919.) • Bogdan Cuvaj, Julije Frangen i Velimir Lamza (1939. – 1940.) • Viktor Mašek, Ivo Šuste i Mijo Hršak (1940.) • Valent Malović i Josip Šikić (1940. – 1941.) • Vatroslav Petek (1941.) • Julije Frangen (1941. – 1943.) • Rudolf Sabljak i Božidar Žabčić (1943.) • Stjepan Sandia, Nikola Zdunić i Danko Tuzlanić (1943. – 1945.) • Bruno Knežević (1945. – 1949.) • Rudolf Sabljak (1945. – 1947.) • Božidar Žapčić (1945. – 1948.) • Ivan Barišić (1949. – 1950.) • Mirko Oklobdžija (1950. – 1957.) • Vlado Bogatec (1957. – 1965.) • Boris Tepšić (1959. – 1965.) • Ante Pavlović (1962. – 1981.) • prof. Marko Jurić (1981. – 1990.) • Duško Grabovac (1990. – 1995.) • Ante Pavlović (v.d.) (1995. – 1996.) • Josip Čop (1996. – 1998.) • Zorislav Srebrić (1998. – 2012.) • Damir Vrbanović (izvršni direktor 2012. – 2019.) • Marijan Kustić (izvršni direktor 2019. – 2021.) • Tomislav Svetina (izvršni direktor 2021. – 2024.; glavni tajnik od 2024.) |